# Clovis Dardentor
Clovis Dardentor (1896) (franceză Clovis Dardentor) este un roman de Jules Verne, publicat în foileton între 1 iulie și 15 decembrie 1896 în Magasin d'Éducation et de Récréation, apoi în volum pe 23 noiembrie același an.
Ilustrațiile originale au fost elaborate de către desenatorul Léon Benett.

## Intriga
Marcel Lornans și vărul său, Jean Taconnat, pornesc într-o călătorie spre Algeria cu intenția de a se înrola ca vânători în Africa. Pe același pachebot pe care se îmbarcă ei se află și soții Désirandelle cu fiul lor Agathocle, care merg la Oran să i se alăture viitoarei soții a acestuia, Louise Elissane. Acești mici burghezi sunt însoțiți de Clovis Dardentor, un personaj exuberant, posesor al unei averi confortabile, care se împrietenește cu ce doi tineri.
La sosire, Dardentor îi prezintă pe Marcel și Jean familiei Elissanei, iar Louise este imediat cucerită de farmecul lui Marcel, în detrimentul logodnicului ei. Într-adevăr, lui Agathocle îi lipsește totul, inclusiv galanteria.
În ceea ce-l privește pe Jean, acesta are ideea de a-i salva viața lui Dardentor, pentru ca acesta să-l adopte. El se străduiește să creeze o situație propice, dar ironia sorții face ca Dardentor să devină erou, salvându-l întâi pe Marcel, apoi pe Jean. Acesta din urmă nu reușește cu niciun chip să își ducă planul la îndeplinire, deoarece Louise ucide leul care îl amenința pe Dardentor și tot ea devine fiica adoptivă a acestuia. Fata se căsătorește cu Marcel, Jean devine „nepot adoptiv” al lui Dardentor, iar familia Désirandelle se întoarce acasă, furioasă și cu planurile zădărnicite.

### Capitolele cărții
- I - În care personajul principal al acestei povestiri nu este prezentat cititorului
- II - În care personajul principal al acestei povestiri este prezentat, în mod sigur, cititorului
- III - În care amabilul erou al acestei povestiri începe să se așeze în primul plan
- IV - În care Clovis Dardentor spune lucruri din care Jean Taconnat socoate să scoată un profit
- V - În care Patrice continuă să considere că stăpânul lui e lipsit uneori de distincție
- VI - În care nenumărate peripeții ale acestei povestiri se desfășoară în orașul Palma
- VII - În care Clovis Dardentor se întoarce de la castelul Bellver mai repede decât se dusese
- VIII - În care familia Désirandelle ia contact cu familia Elissane
- IX - În care termenul trece fără niciun rezultat nici pentru Marcel Lornans și nici pentru Jean Taconnat
- X - În care se oferă un prim și serios prilej pe calea ferată de la Oran la Saida
- XI - Care nu este decât un capitol pregătitor al capitolului următor
- XII - În care caravana părăsește Saida și sosește la Daya
- XIII - În care recunoștința și dezamăgirea lui Jean Taconnat se amestecă în doză egală
- XIV - În care Tlemcen nu este vizitat cu grija pe care o merită acest oraș fermecător
- XV - În care una dintre cele trei condiții impuse de articolul 345 din codul civil este în sfârșit îndeplinită
- XVI - În care un deznodământ potrivit încheie acest roman după placul domnului Clovis Dardentor[2]